# Wydział Medyczny. Collegium Medicum Uniwersytetu Kardynała Stefana Wyszyńskiego
Wydział Medyczny. Collegium Medicum Uniwersytetu Kardynała Stefana Wyszyńskiego w Warszawie – jeden z wydziałów Uniwersytetu Kardynała Stefana Wyszyńskiego w Warszawie. Jego siedziba znajduje się przy ul. Wóycickiego 1/3 w Warszawie. Wydział został utworzony w 2018. Pierwszym kierunkiem kształcenia było pielęgniarstwo (studia I stopnia). Studia pielęgniarskie rozpoczęło wówczas 30 osób. W maju 2019 Minister Nauki i Szkolnictwa Wyższego przyznał Wydziałowi prawo do prowadzenia kształcenia na kierunku lekarskim. Kształcenie rozpoczęło się w październiku 2019. Pierwszym dziekanem Wydziału została dr hab. Grażyna Gromadzka prof. UKSW.

## Kierunki studiów
Obecnie Wydział Medyczny. Collegium Medicum umożliwia studia na następujących kierunkach:
- Lekarski – sześcioletnie studia magisterskie
- Pielęgniarstwo – trzyletnie studia licencjackie
- Nursing – trzyletnie studia licencjackie w języku angielskim

## Zaplecze naukowe[4]

### Baza dydaktyczna
Wydział Medyczny. Collegium Medicum posiada swoją bazę dydaktyczną, która wykorzystywana jest w kształceniu studentów. Są to następujące lokalizacje:
- Collegium Medicum UKSW
- Centrum Laboratoryjne Nauk Przyrodniczych UKSW
- Multidyscyplinarne Centrum Badawcze UKSW
- Auditorium Maximum UKSW

Ponadto w ramach współpracy studenci są kształceni w zewnętrznych ośrodkach badawczo-rozwojowych:
- Zakład Anatomii Prawidłowej i Klinicznej. Centrum Biostruktury WUM
- Instytut Gruźlicy i Chorób Płuc

### Baza kliniczna
Bazą kliniczną dla Wydziału jest m.in.: 
- Państwowy Instytut Medyczny MSWiA
- Międzyleski Szpital Specjalistyczny w Warszawie[5]
- Instytut "Pomnik-Centrum Zdrowia Dziecka"
- Narodowy Instytut Kardiologii im. Prymasa Tysiąclecia Kardynała Stefana Wyszyńskiego
- Samodzielny Wojewódzki Zespół Publicznych Zakładów Psychiatrycznej Opieki Zdrowotnej w Warszawie[6]
- Narodowy Instytut Geriatrii, Reumatologii i Rehabilitacji im. prof. dr hab. med. Eleonory Reicher
- Szpital Dziecięcy im. prof. dr. med. J. Bogdanowicza SPZOZ
- Wojewódzki Szpital Zakaźny w Warszawie

## Władze wydziału
- Dziekan – prof. dr hab. n. med. Filip M. Szymański[7]
- Prodziekan ds. studenckich i kształcenia – dr n. med. i n. o zdr. Beata Chełstowska[7]
- Prodziekan ds. klinicznych i rozwoju – prof. dr hab. n. med. Ewa Barcz[7]
- Dyrektor Instytutu Nauk Medycznych – dr hab. n. med. i n. o zdr. Anna Różańska-Walędziak[8]

## Współpraca międzynarodowa
Uniwersytet Kardynała Stefana Wyszyńskiego podejmuje współpracę pod względem naukowym jak i dydaktycznym z wieloma jednostkami zagranicznymi:
- Katolicki Uniwersytet Najświętszego Serca w Mediolanie (Università Cattolica del Sacro Cuore)
- Poliklinika Gemelli w Rzymie
- Isarklinik w Monachium[4]